# Monument aux morts de Mauléon-Barousse
Le monument aux morts de Mauléon-Barousse (Hautes-Pyrénées, France) est consacré aux soldats de la commune morts lors des conflits du XXe siècle.

## Historique
Le monument a été inauguré le 2 novembre 1924 par l'ancien maire, le député des Hautes Pyrénées, Louis Prosper Noguès.

## Situation
Le monument est situé au bord de la route départementale D 22 à côté de la mairie.

## Description
Le monument, se compose d'un piédestal, reposant sur un socle de 4 marches sur lequel se dresse un poilu sculpté par Firmin Michelet.
C'est un monument aux morts cantonal où ne figurent pas le nom des victimes.

## Galerie

Sélection de vues du monument aux morts municipal.
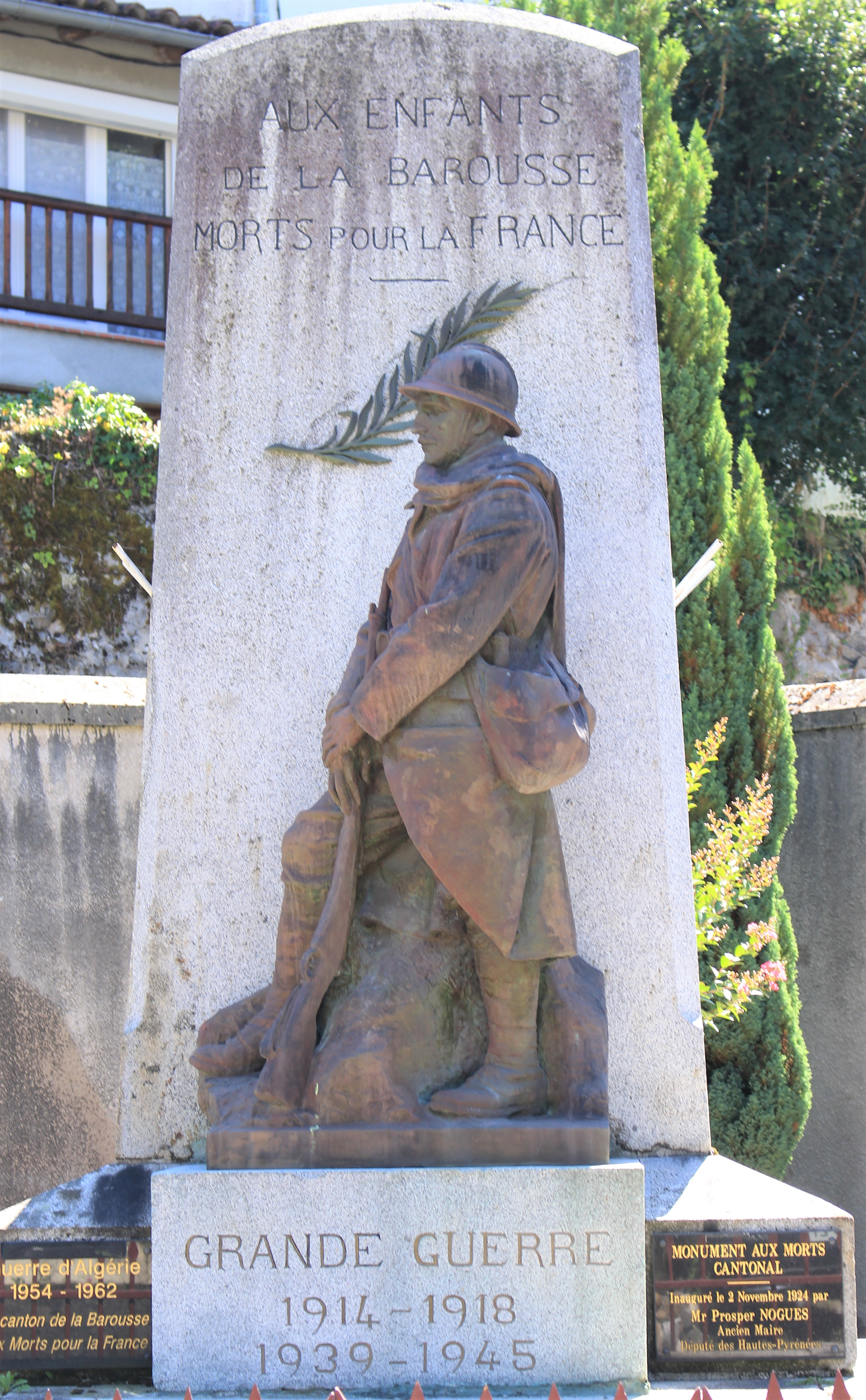
Le poilu.
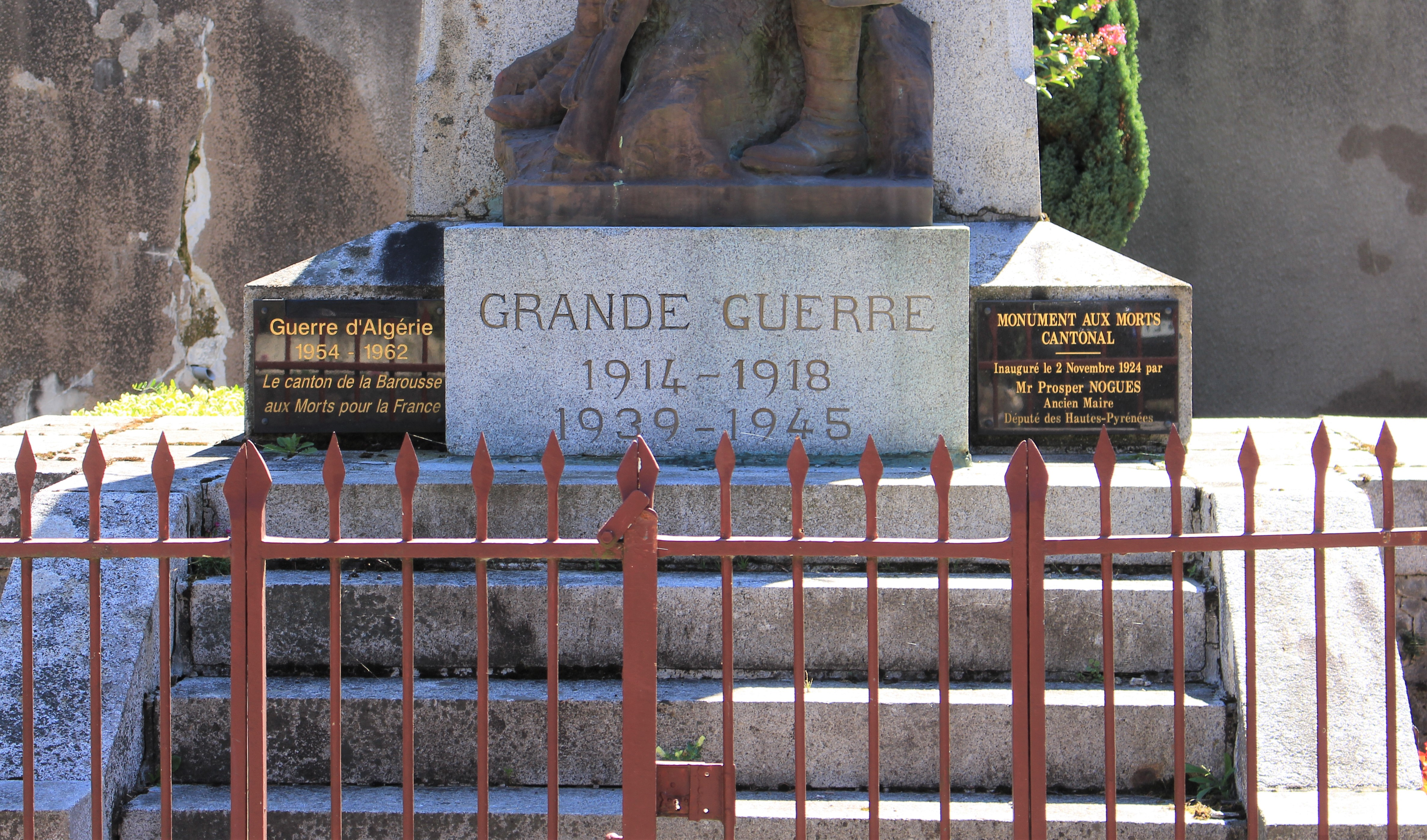
Le piédestal.
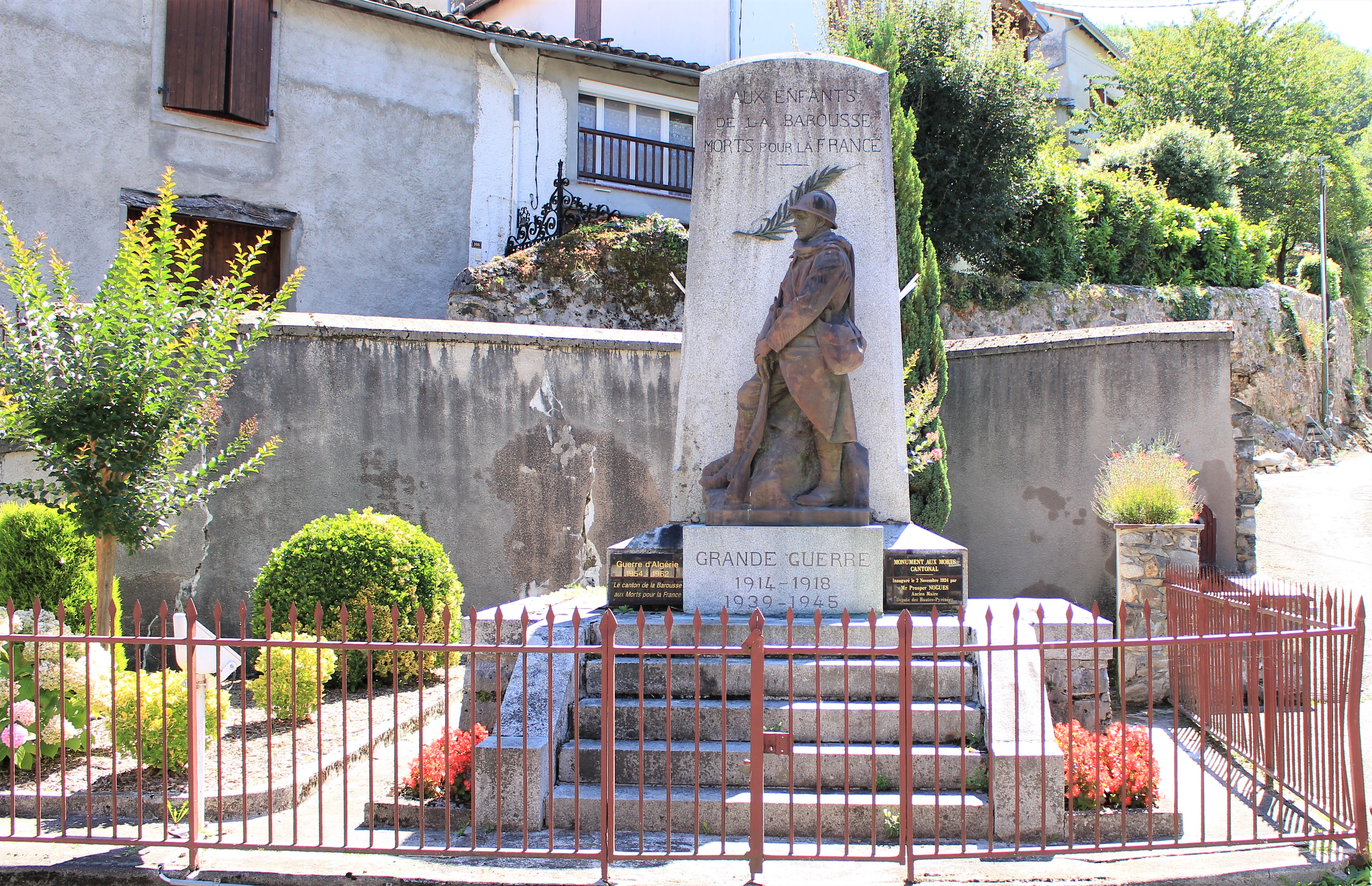
Le monument.